# Península de Banks
La península de Banks (del inglés: Banks Peninsula) es un promontorio ubicado en la isla Sur de Nueva Zelanda, que se extiende por alrededor de 55 km al interior del océano Pacífico y adyacente a la ciudad más grande de la isla Sur, Christchurch. 
La península tiene una superficie de aproximadamente 1000 km². La península, incluyendo Sumner y otras zonas vecinas que no están en la península propiamente dicha, se rige por Banks Peninsula District Council desde 1989 hasta el 6 de marzo de 2006, fecha en que se fusionó con el vecino Ayuntamiento de Christchurch. La población de la península en 2001 era de 7833 habitantes.

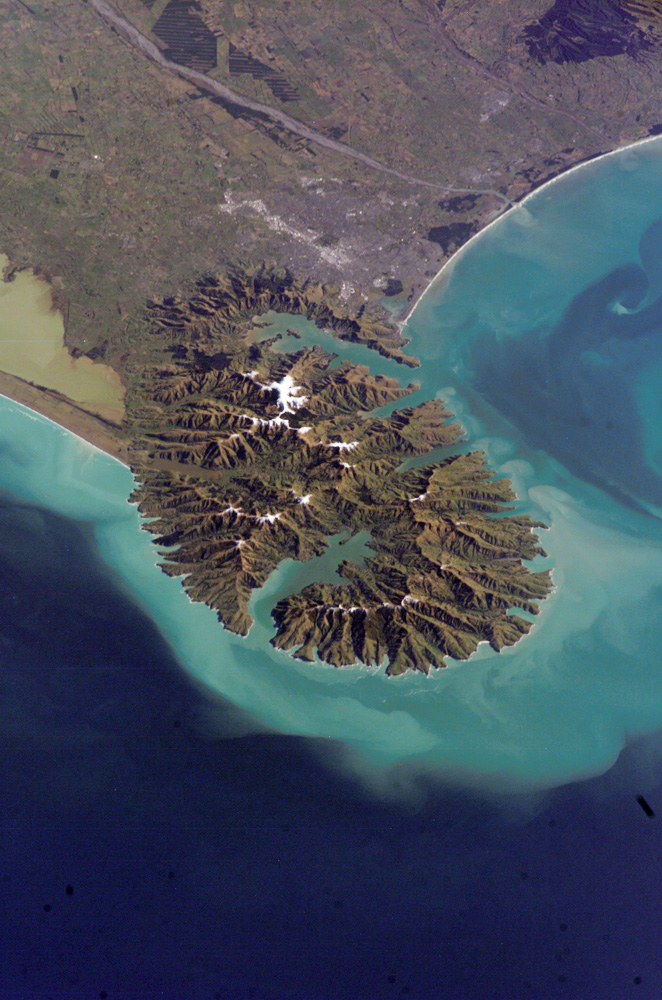
Vista aérea de la península

## Historia
James Cook y su tripulación fueron los primeros europeos en visitar la zona, durante la primera circunnavegación de Cook en Nueva Zelanda el febrero de 1770. Cook describió la tierra como "de una figura circular, de una superficie irregular muy rota, teniendo más aspecto de esterilidad que de fertilidad". Engañado por el contorno de tierras más altas detrás de la península, Cook confundió la península con una isla a la que llamó "la isla de Banks" en honor al botánico Joseph Banks.

## Formación volcánica
La península de Banks es la formación volcánica más importante de la isla Sur de Nueva Zelanda. La península se compone de los restos de la erosión de los grandes volcanes de la zona, el Lyttelton, que se formó primero, y el grupo volcánico formado por los volcanes Akaroa y Herbert. Esta zona volcánica se formó durante el Mioceno, hace aproximadamente diez millones de años en una corteza continental. En los inicios de su creación llegó a albergar picos de más de 1500 metros de altura. La riqueza en nutrientes de la tierra volcánica hace que su flora y sus hábitats submarinos sean de gran riqueza.